# 17193 Alexeybaran
17193 Alexeybaran è un asteroide della fascia principale. Scoperto nel 1999, presenta un'orbita caratterizzata da un semiasse maggiore pari a 2,2921579 UA e da un'eccentricità di 0,1050527, inclinata di 6,74562° rispetto all'eclittica.